# Scribner’s
Charles Scribner’s Sons (с англ. — «Сыновья Чарльза Скрибнера») — американское книжное издательство со штаб-квартирой в Нью-Йорке, основанное в 1846 году Чарльзом Скрибнером I и Исааком Бэйкером. Одно из старейших книжных издательств США. Известно тем, что в своё время в нём издавались первые труды таких писателей как Эрнест Хемингуэй, Фрэнсис Скотт Фицджеральд, Курт Воннегут, Марджори Киннан Ролингс, Томас Вульф и других.
В настоящее время издательство находится в подчинении Simon & Schuster; c 2012 года в составе группы Scribner Publishing Group, в которую также входит Touchstone Books.

## История
Компания была основана в 1846 году Чарльзом Скрибнером I и Исааком Бэйкером под первоначальным названием «Baker & Scribner» и занималась изданием религиозной литературы. После смерти Бэйкера, Скрибнер купил его долю в компании и переименовал издательство в «Charles Scribner Company».
В 1865 году компания начинает свой первый венчурный проект, публикуя журнал «Hours at Home». В 1870 Скрибнер организует новую компанию «Scribner and Company», чтобы начать публиковать журнал «Scribner’s Monthly». Также к этому году издательство уже активно занимается публикацией художественной литературы.
После смерти Скрибнера I в 1871 году пост президента компании занимает его сын Джон Блэр Скрибнер. Позже к управлению компанией присоединяются другие сыновья Скрибнера: Чарльз Скрибнер II в 1875 году и Артур Хоули Скрибнер в 1884 году. Позднее, когда другие партнёры по венчурному капиталу продали свои доли братьям, компания была переименована в «Charles Scribner’s Sons».
В 1873 году компания начинает издавать журнал «St. Nicholas Magazine» с главным редактором Мэри Додж, который в целом позиционировал себя для детской аудитории.
После продажи Скрибнерами компании «Scribner and Company» в 1881 году журнал «Scribner’s Monthly» был переименован в «Century Magazine». После продажи был заключён контракт, по которому Скрибнеры должны были издавать журналы в течение 5 лет. По истечении этого срока в 1886 году компания начинает издавать свой собственный журнал «Scribner’s Magazine».
В 1893 году издательский дом размещается в нижней части пятой авеню на 21-й улице Нью-Йорка, а позднее в Charles Scribner’s Sons Building на пятой авеню, в центре города.
В 1934 было организовано детское отделение издательства под руководством Элис Далглиш.